# Апенцелски Алпи
Апенцелски Алпи (на немски Appenzeller Alpen) се нарича ниска част от Западните Алпи, която в действителност се включва в системата на Предалпите. Размери: 35 на 20 км. Обхваща пространството между Цюрихското езеро и Валензее на юг и Боденското езеро на север, тоест изцяло в Швейцария. Носи името на град Апенцел и на двата полукантона със същото име. Простира се също в кантоните Санкт Гален, Цюрих и Тургау.
Апенцелските Алпи са самостоятелна част от планинската система на Алпите, която не се свързва с другите дялове. Състои се от няколко хребета и масиви, които също не са видимо свързани един с друг. На запад се простират веригите на Алпщайн, в които се издига най-високите връхове Сантис (2502 м), увенчан от 70-метрова атмосферна антена и Алтман (2435 м). Освен тази по-висока южна част обаче Алпщайн бързо се снижава в северна посока. Само връх Ебеналп най на север се издига почти до 1700 м.
Край бреговете на Валензее се извисява скалистият хребет Курфирстен с най-високи върхове Фулфирст (2384 м) и Алвер (2343 м). От края на езерото този хребет продължава на северозапад, но е пресечен от редица проходи. Между него и Алпщайн се простира широката долина на река Тур, наречена Гогенбург.
Тази част от Алпите е любима дестинация за летен отдих и туризъм, защото предлага възможности за колоездене, разходки и дори скално катерене. Един от най-посещаваните обекти е връх Коер Кастен, който гледа към река Рейн. Общо са установени над 130 туристически маршрута. Много добри условия има и за практикуване на ски спортове. Изградени са 256 км писти и 112 лифта.